# أوبيرتو دي موربورجو
أوبيرتو دي موربورجو (بالإيطالية: Uberto De Morpurgo) مواليد 12 يناير 1896 في ترييستي، الامبراطورية النمساوية المجرية - الوفاة 26 فبراير 1961 في جنيف، كان لاعب كرة مضرب إيطالي بدأ مسيرته كمحترف سنة 1914 وكان يلعب باليد اليمنى، اعتزل اللعب في 1939. أعلى تصنيف له في الفردي كان المركز الـ 8 في سنة 1930. سبق أن شارك في دورة الألعاب الأولمبية الصيفية.

## النهائيات

### الزوجي المختلط (الوصافة 1)
| النتيجة | السنة | البطولة  | الأرضية | الشريك        | المنافس                | النتيجة  |
| ------- | ----- | -------- | ------- | ------------- | ---------------------- | -------- |
| الوصافة | 1925  | ويمبلدون | عشبية   | إليزابيث ريان | سوزان لنجلن جان بورترا | 3–6, 3–6 |

## الميداليات
| الميدالية | المسابقة                       |
| --------- | ------------------------------ |
| برونزية   | الألعاب الأولمبية الصيفية 1924 |

## روابط خارجية
- أوبيرتو دي موربورجو على موقع رابطة محترفي التنس (الإنجليزية)
- أوبيرتو دي موربورجو على موقع الاتحاد الدولي لكرة المضرب (الإنجليزية)
- أوبيرتو دي موربورجو على موقع كأس ديفيز (الإنجليزية)
- أوبيرتو دي موربورجو على موقع بطولة ويمبلدون (الإنجليزية)
- أوبيرتو دي موربورجو على موقع خلاصة التنس.كوم (الإنجليزية)
- أوبيرتو دي موربورجو على موقع اللجنة الأولمبية الدولية (الإنجليزية)
- أوبيرتو دي موربورجو على موقع أوليمبيديا (الإنجليزية)
- أوبيرتو دي موربورجو على موقع اللجنة الأولمبية الإيطالية (الإيطالية)